# Мацкерле, Юлиус

Юлиус Мацкерле и его Ротопед

Юлиус Мацкерле или Макерли (чеш. Julius Mackerle; 18 июня 1909, Евичко, Моравия (ныне района Свитави, Пардубицкого края Чешской Республики) — 11 сентября 1988) — чехословацкий инженер, изобретатель и конструктор автомобилей.

## Биография

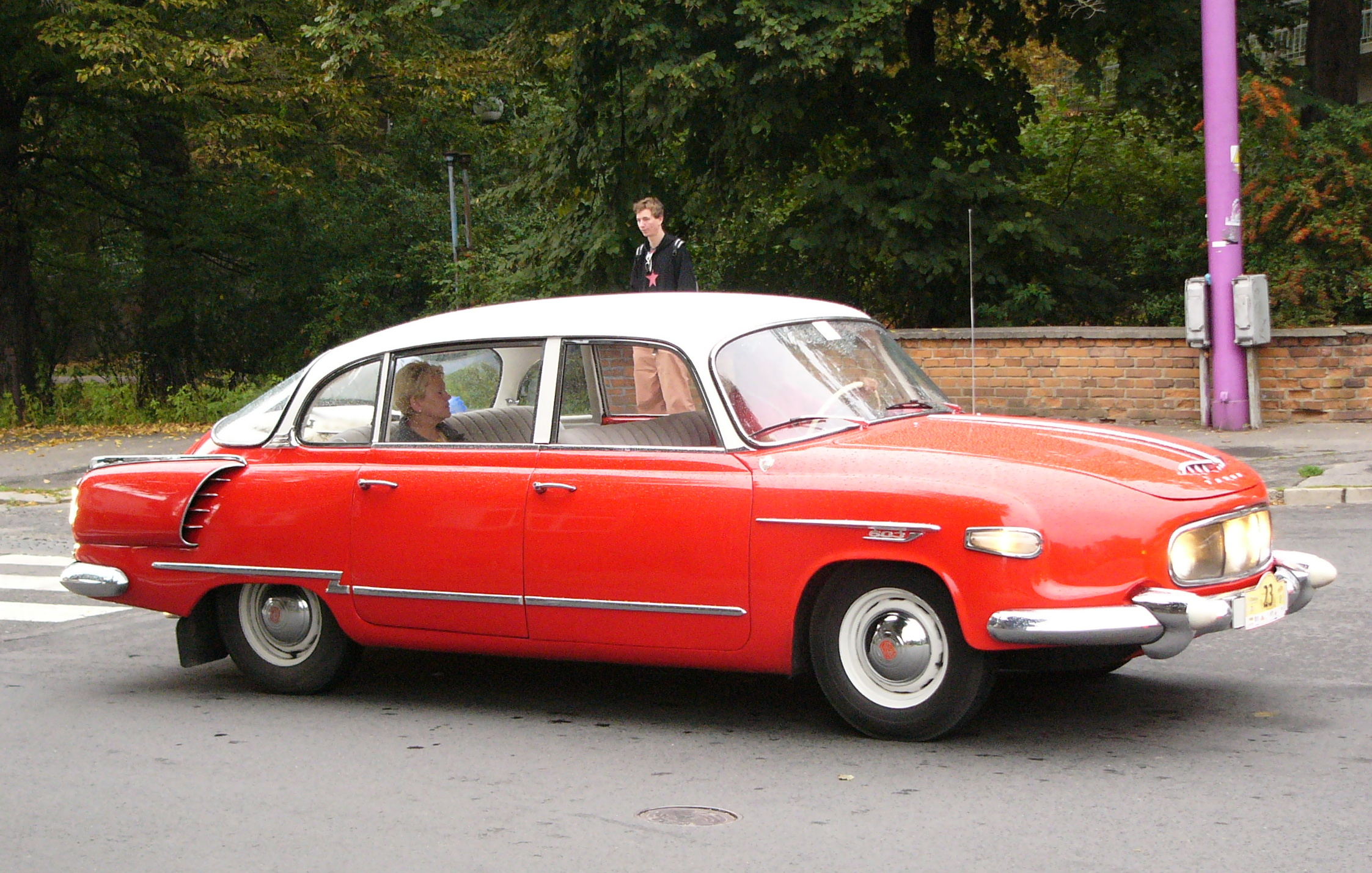
Чехословацкий легковой автомобиль представительского класса Tatra 603, выпускавшийся в 1956—1975 годах

Сын владельца кирпичного завода. В 1935 году окончил Технический университет в Брно, где сконструировал и построил свой первый автомобиль, двухместный спортивный родстер с мотоциклетным двигателем JAP 1000 cm³.
Первоначально работал руководителем отдела по разработке двигателей на предприятии компании Škoda Holding в г. Плзень, а затем был переведён в пражский филиал завода Škoda. В 1948 году начал работать в компания-производителе транспортных средств Tatra в г. Копршивнице, где сконструировал двигатели для грузовых автомобилей Tatra 128 и Tatra 138.
В 1949 под его руководством был создан восьмицилиндровый двигатель V8 OHV воздушного охлаждения с алюминиевым блоком цилиндров, двумя карбюраторами и двумя нагнетательными осевыми вентиляторами охлаждения Tatra 603A, с 1950 года устанавливавшийся на последней модификации автомобиля Tatra 87-603, нескольких экземплярах Tatra 600 Tatraplan, прототипах гоночных автомобилей Tatra 607 Monopost и Tatra 607-2, легковых автомобилей повышенной проходимости Tatra 803/804, а также (c 1953 года) лёгкого грузового внедорожного автомобиля Tatra 805 (в дефорсированной модификации; на шасси последнего выпускались также фургоны и автобусы). C 1955 года он также устанавливался на легковом автомобиле представительского класса Tatra 603, который и получил название по его индексу. Кроме того, Мацкерле создан восьмицилиндровый дизельный двигатель Tatra 928 с углом развала цилиндров 75°, который успешно применялся на грузовиках Tatra 138 и двигатель для военного бортового Tatra 128.
В 1958 году — руководитель отдела конструирования двигателей в Институте исследований и развития автомобилестроения, сконструировал Ротопед (Rotoped), экспериментальный вездеход, вращающийся вокруг своей оси и имеющий колеса, которые работают по принципу тяги не за счёт трения, а тяжести.
Читал курс лекции в технических университетах Праги, Брно и Братиславы.
В 1962 году в Лондоне был награждён Herbert Akroyd Stuart Prize, учрежденной Institution of Mechanical Engineers (Великобритания).
Автор ряда книг и статей в области автомобилестроения.